# Ома (река)
Ома (на руски: Ома) е река в Ненецки автономен окръг на Русия, вливаща се в Баренцево море. Дължина 268 km (с дясната съставяща я река Худая Ома 307 km). Площ на водосборния басейн 5050 km².
Река Ома се образува от сливането на двете съставящи я реки Чорная Ома (лява съставяща) и Худая Ома (дясна съставяща, 39 km), водещи началото си от крайните западни разклонения на Тиманското възвишение, на 40 m н.в., в най-южната част на Ненецки автономен окръг. По цялото си протежение тече в посока север-северозапад през крайната северна част на Източноевропейската равнина в широка, плитка и едва забележима, силно заблатена долина. Влива се в южната част на залива Чешка губа, на Баренцево море, чрез естуар, на 30 km северно от Северната полярна окръжност. Основни притоци: леви – Рубиха (65 km), Летинская (58 km); десни – Голая Виска (67 km), Панова (55 km). Има смесено подхранване с преобладаване на снежното и дъждовното с ясно изразено пролетно пълноводие (предимно през юни). Оттокът ѝ целогодишно се регулира от множеството малки езера, разположени по течението и във водосборния ѝ басейн. По течението ѝ няма постоянни населени места, с изключение на село Ома, разположено на около 25 km от устието ѝ.